# カワサキ・ザンザス
カワサキ・ザンザス（XANTHUS）は1992年から1995年にかけて製造されていた川崎重工業のオートバイ。名前の由来はギリシャ神話に登場するアキレスの愛馬の一頭から。

## 概要
ザンザスは1969年に同社が発売したマッハの4ストローク版を目指して開発され、4ストマッハの異名を持つ。エンジンは同社のレーサーレプリカであるZXR400のものをベースに、カムプロフィールを変更するとともに、エキゾーストパイプの1と4、2と3を連結して排気効率を中低速域でのトルクを重視したセッティングとなっている。そのため、0-100km/hでは5秒を下回り0-400では12秒台と同クラスの他車種よりも数段加速に優れる。NK-STレースを意識して開発された車種であったが、アルミダイヤモンドフレームが規定に抵触するためか、ネイキッドクラスとしてレースに出場することはできなかった。
デザインはフォークマウントされたデュアルバルブの角形2灯ヘッドライトや独特のフレームレイアウトなど斬新で他社の同クラスモデルと比べても奇抜なデザインをしている。販売当初はネイキッドブームではあったが奇抜なデザインとチューン次第でレーサーレプリカ並の速さを持っていたため異端児のような扱いをされた。1995年には販売台数2605台と奮わずD4モデルを最後に生産終了となった。
欧州で人気のネイキッドのジャンルの中の一つであるストリートファイターの特徴であるモノサスペンション、横長デュアルヘッドライト、ダウンドラフトキャブレター、レーサーレプリカ並の性能などと酷似する点があるためストリートファイターの元祖とも言えるオートバイである。